# Servicio Murciano de Salud
El Servicio Murciano de Salud (SMS) es el organismo encargado del sistema de prestaciones sanitarias públicas en la comunidad autónoma española de la Región de Murcia, perteneciente al Sistema Nacional de Salud creado en 1986 y que sustituyó al Insalud.

## Áreas de salud
La organización territorial del Servicio Murciano de Salud está contemplada en el Decreto 27/1987, de 7 de mayo, por el que se delimitan las Áreas de Salud de la Región de Murcia. Así la Región de Murcia se dividía en seis áreas de salud.
Sin embargo, por la Orden de 24 de abril de 2009 (BORM de 7 de mayo de 2009), de la Consejería de Sanidad y Consumo del Gobierno autonómico se procedió a modificar las áreas de salud que hasta el momento dividían el territorio de la Región. La actual división queda así:
| I    | Murcia/Oeste          | Hospital Universitario Virgen de la Arrixaca                                                     | El Palmar, Murcia   |  |
| II   | Cartagena             | Hospital General Universitario Santa María del Rosell Hospital General Universitario Santa Lucía | Cartagena           |  |
| III  | Lorca                 | Hospital General Universitario Rafael Méndez                                                     | Lorca               |  |
| IV   | Noroeste              | Hospital Comarcal del Noroeste                                                                   | Caravaca de la Cruz |  |
| V    | Altiplano             | Hospital Virgen del Castillo                                                                     | Yecla               |  |
| VI   | Vega Media del Segura | Hospital General Universitario Morales Meseguer                                                  | Murcia              |  |
| VII  | Murcia/Este           | Hospital General Universitario Reina Sofía                                                       | Murcia              |  |
| VIII | Mar Menor             | Hospital General Universitario Los Arcos del Mar Menor                                           | San Javier          |  |
| IX   | Vega Alta del Segura  | Hospital de la Vega Lorenzo Guirao                                                               | Cieza               |  |

Además las áreas de salud se dividen en distintas zonas de salud.

## Tiempo máximo de acceso a las prestaciones
Los plazos máximos de acceso a las prestaciones sanitarias de carácter programado y no urgente serán los siguientes:
1. Intervenciones quirúrgicas: 150 días naturales.
2. Primeras consultas de atención especializada: 50 días naturales.
3. Primeras pruebas diagnósticas/terapéuticas (TAC, resonancia magnética, ecografía, mamografía, endoscopia, hemodinámica, ecocardiografía y ergometría): 30 días naturales.

## PIAM
El Programa Integral de Atención a la Mujer de la Región de Murcia (PIAM), fue aprobado por el SMS en 2012 y trata de dar respuesta a necesidades específicas en la atención a las mujeres de la Región 
de Murcia. 
El actual PIAM consta de seis subprogramas que van dirigidos a todas las mujeres de  la Región de Murcia, a partir de los 14 años de edad: 
- “Atención al malestar biopsicosocial de la mujer”.
- “Prevención del cáncer ginecológico” (mama, endometrio y cérvix).
- “Promoción de la salud sexual. Anticoncepción: información y seguimiento de métodos anticonceptivos”.
- “Atención al embarazo, parto y puerperio”.
- “Atención a la interrupción voluntaria del embarazo (IVE)”
- El sexto subprograma es “Atención al climaterio”.

El PIAM especifica la estructura, función y dependencia de la Unidad Ginecológica de Apoyo (UGA). Del mismo modo, define su Cartera de Servicios, que se basará en el PIAM (excepto el embarazo) y la patología ginecológica. El PIAM cuenta actualmente con un total de 18 Unidades Ginecológicas de Apoyo (UGAs), y 57 Unidades de Psicoprofilaxis Obstétrica (UPPOs):
- Las UGAS, ubicadas de forma descentralizada, están constituidas por ginecólogos, personal auxiliar de enfermería y en algunas ocasiones por enfermeras. En algunos casos, un edificio con centro de especialidades alberga varias UGAs y cada una de ellas depende funcionalmente del hospital de referencia.
- Las Unidades de Psicoprofilaxis Obstétrica (UPPO), compuestas por un total de 63 matronas, son el elemento clave en el PIAM ya que realizan las actividades relacionadas con el seguimiento del embarazo y puerperio, educación maternal,  planificación familiar, atención al climaterio (menopausia), detección precoz de cánceres de mama, endometrio y cérvix o atención a la mujer en determinadas situaciones de violencia de género. Funcionan como unidades de área de salud, de forma que en unos casos una matrona atiende una sola zona básica de salud (ZBS), en otras lleva dos o tres zonas, y algunas zonas urbanas son atendidas por varias matronas. Se coordinan con las UGAs.

La educación maternal es la información y formación que se proporciona a la gestante y su pareja, aumentando sus capacidades, conocimientos y habilidades relacionadas con el embarazo, el parto, los cuidados del puerperio, el cuidado del bebé y la lactancia, en especial, la lactancia materna. 